# P. O. Box 1142

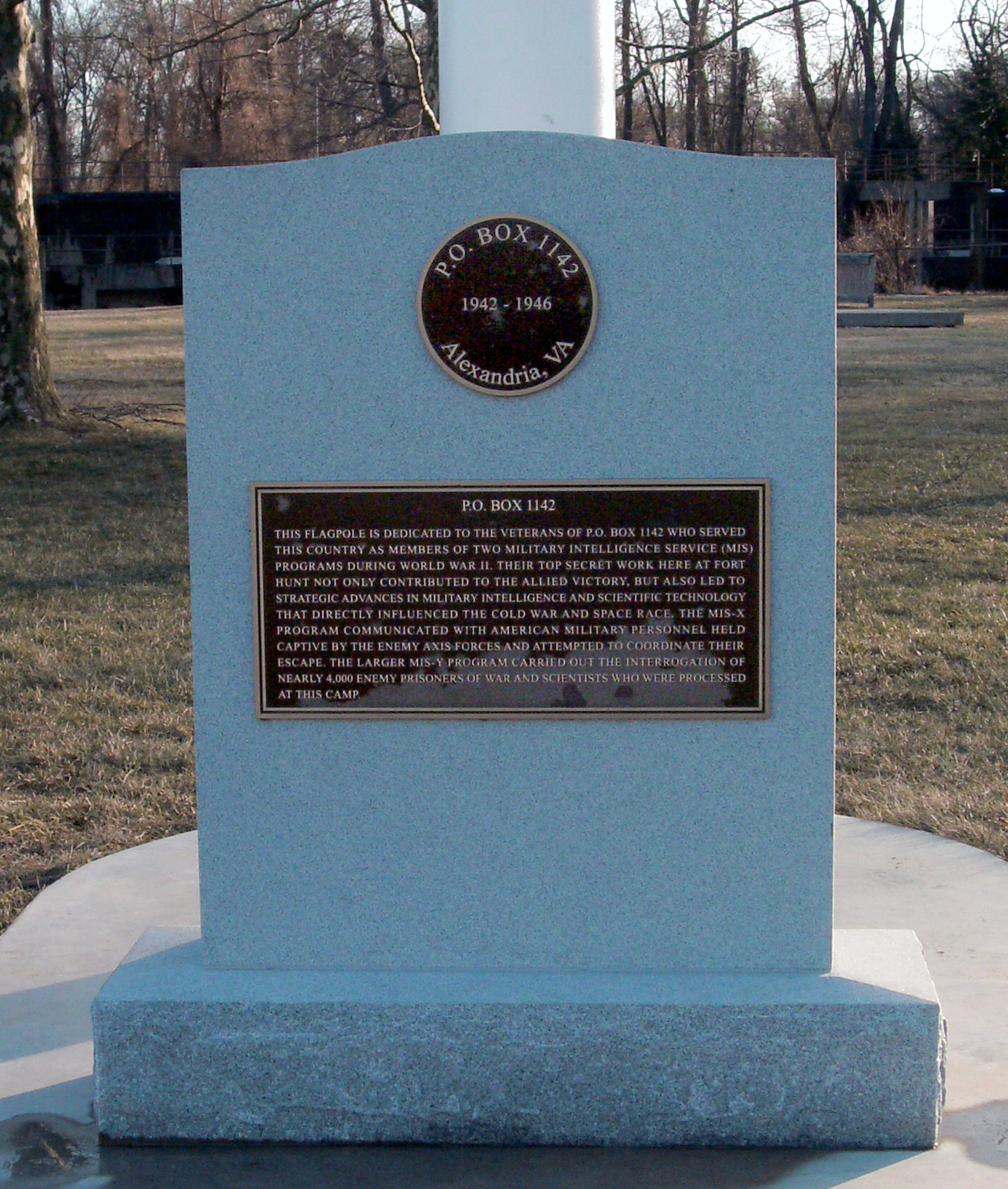
Gedenkstein an der ehemaligen Lagerstätte

P. O. Box 1142 (deutsch: Postfach 1142) war der Deckname eines geheimen Gefangenenlagers in Fort Hunt, Virginia, unmittelbar südlich von Washington D.C. Es wurde im Zweiten Weltkrieg vom militärischen Geheimdienst der USA betrieben und bestand von 1942 bis 1946. Das Lager beherbergte vorwiegend Soldaten der Deutschen Wehrmacht und diente der Ermittlung kriegswichtiger Informationen wie zum Beispiel über den Aufbau und die Position von Truppen, die eingesetzte und geplante Kriegstechnik und die Loyalität der Soldaten zum Nationalsozialismus und zu Adolf Hitler. Das Lager beherbergte ungefähr 4000 Häftlinge.

## Verhör- und Abhörtechnik
Die Verhörtechnik galt als hochmodern. Sie basierte auf damals neuen statistischen Methoden, die der US-Geheimdienst mit dem britischen Geheimdienst MI9 abgesprochen hatte. Die Lagerleitung führte mit viel Personal Meinungsumfragen durch und wertete sie aus. Die Verpflegung und Unterbringung der Gefangenen war ordentlich. Ohne die Häftlinge unter Druck zu setzen, folgten die Befragungen einem einheitlichen Muster. Darüber hinaus platzierte der Geheimdienst versteckte Mikrofone in den Zellen und protokollierte die Gespräche von Gefangenen mit. In vielen Fällen wurden die Dialoge auf Tonträgern mitgeschnitten und gespeichert. Es entstanden auf diese Weise tausende an Dokumenten, viele davon handschriftlich. Die Auswertung ergab unter anderem, dass bei der Schilderung des Kriegsgeschehens vor allem visuelle – und nicht akustische – Eindrücke eine Rolle spielten. Zudem wurde klar, dass die Soldaten dazu neigten, das Sterben und den Tod ohne emotionale Teilnahme, sondern als Kriegsroutine darzustellen.

## Geheimhaltung
Obwohl das Lager ohne Folter auskam, stand es in Konflikt mit der Genfer Konvention. So diente der Deckname P. O. Box 1142 unter anderem dazu, das Rote Kreuz nicht über den Verbleib der gefangen genommenen Deutschen zu informieren. Der Transport der Gefangenen dorthin fand in fensterlosen Bussen statt. Sie selbst wussten nicht, wo sie waren. Es gab Zellenspitzel („Stool Pigeons“). Zu den prominenten Insassen gehörten der U-Boot-Kommandant Werner Henke, der Wehrmacht-General Reinhard Gehlen, der Schriftsteller Alfred Andersch und die Wissenschaftler Heinz Schlicke (Infrarot-Forschung) und Wernher von Braun (Raketenantrieb).
Die im P. O. Box 1142 Verhörlager gewonnenen Informationen trugen zum Sieg der Alliierten im Zweiten Weltkrieg bei. Sie förderten die technische Entwicklung in den USA und beeinflussten den Kalten Krieg zwischen dem Westen und der Sowjetunion.
1946 wurden die etwa 100 Baracken abgerissen und dem Erdboden gleich gemacht. Erst 60 Jahre später entdeckten Forstarbeiter Teile des ehemaligen Lagers. Im Jahr 2007 trafen sich ehemalige Angestellte vor Ort und enthülten den Gedenkstein.

## Beispiele
Juden. Juni 1943. U-Boot-Fahrer Walter Drechsel im Gespräch mit Kurt Schulz und Rupert Meissle:
Drechsel: Es sind gefährliche Menschen. Was hab ich da für Juden erschossen.
Meissle: Warum erschossen?
Drechsel: Jeder deutsche Soldat.
Meissle: Wie habt ihr sie erschossen?
Drechsel: Mit MG.
Meissle: Ich glaubte, dass die in einer Reihe aufgestellt werden und dass jeder einen zu erschießen hat.

Schulz: Die werden uns alles wieder heimzahlen, was wir gemacht haben, Hunderte und Tausende unschuldige Männer, Frauen und Kinder ermordet. 
Raketentechnik. Juni 1944. Unteroffizier Richard Meese (23) und Fallschirmjäger Karl Schmitz (18), beide in Italien festgenommen, setzen Hoffnung in die „Wunderwaffe“ V2:
Meese: Jetzt müsste man nur noch einen Apparat erfinden, [mit dem] die so ganz kurz einmal über den Atlantik fliegen.
Schmitz: Ja, Amerika etwas schikanieren.
Meese: Ja, und in New York so um 11 Uhr eintreffen. Damit man sie etwas beim Tanzen und Sekttrinken stört.
Schmitz: Ich denke, man sollte von dem Zeug zirka 20 Stück auf New York werfen.

Meese: Ja, das genügt vollkommen. […] Ich glaube, dann muss Roosevelt seine Koffer packen und geht an die Front.
Militärtechnik. Oktober 1944: Sylvester Hansen (Luftwaffen-Pilot) im Gespräch mit dem Mitgefangenen Gurcke:
Hansen: Und dann fing der andere [Verhörende] wieder an: In welchem Rüstzustand wird die 177 geflogen?
Gurcke: Was ist das?

Hansen: Rüstzustand, also da gibt es drei Auffassungen. Als Torpedofleger, als Bombenflieger und als Aufklärer. Und da wollte er das wissen, und ich sagte, keine Ahnung, weiß ich nicht.
Russland. Der Obergefreite Karl Huber und der Pioniersoldat Walter Gumlich:
Huber: Da ist irgendeiner gekommen und hat einem Russen die Kuh geklaut, und da hat sich der Russe verteidigt. Und dann sind von den Deutschen fünfzig oder hundert Mann und Frauen aufgehängt worden, und die sind drei bis vier Tage hängengeblieben.
Gumlich: Ach, das sind doch Kriegsoperationen gewesen. Das sind doch keine eigentlichen Verbrecher.
Huber: Wenn man ganze Familien ausrottet und auf Kinder schießt usw., die Familie buchstäblich umlegt? Da sind wir schuldig.
Gumlich: Lass doch!

Huber: Ach, verteidige die nicht!
U-Boot. Der Maschinenmaat Konrad Schmiga über das Sterben im kalten Meer, nachdem die Alliierten ihr U-Boot U-185 getroffen hatten:
Schmiga: [Ich war selbst] schon ganz matt. [...] Bei einigen war der Tod in den Augen schon zu sehen. Einige davon sind ganz ruhig gestorben, andere dagegen haben sehr laut geschrien.